# Andrew Shaw (hockey sur glace)
Pour les articles homonymes, voir Andrew Shaw.
Andrew Shaw (né le 20 juillet 1991 à Belleville, dans la province de l'Ontario au Canada) est un joueur professionnel canadien de hockey sur glace.

## Carrière
Andrew Shaw est repêché par les Blackhawks de Chicago lors du repêchage de la Ligue nationale de hockey de 2011 en 139e position. Bien que n'ayant été choisi qu'au cinquième tour, il parvient à faire parler de lui avec les IceHogs de Rockford dans la Ligue américaine de hockey puis avec les Blackhawks de Chicago. 
Le 5 janvier 2012, il joue son premier match dans la Ligue nationale de hockey contre les Flyers de Philadelphie. Lors de sa deuxième présence, il se bat contre Zac Rinaldo, le réputé dur à cuire des Flyers. Lors de ce même match, il inscrit son premier but en carrière dans la LNH face à Ilya Bryzgalov. Il enchaîne les bonnes prestations et finit sa première saison avec 23 points en 37 matchs.
Lors du match 2 du premier tour des séries éliminatoires, Andrew Shaw écope d'une méconduite de match après avoir percuté le gardien des Coyotes de Phoenix Mike Smith, et d'une suspension de trois matchs. Il effectue son retour lors du sixième match, mais ne peut empêcher son équipe de s'incliner par la marque de 4-0, permettant ainsi aux Coyotes de se qualifier pour le deuxième tour des séries.
Le 24 juin 2016, il est échangé aux Canadiens de Montréal en retour des 39e et 45e choix au repêchage de 2016. Trois jours plus tard, il signe un contrat de six ans avec les Canadiens.
Le 26 février 2019, il marque son premier tour du chapeau en carrière lors du déplacement contre les Red Wings de Détroit.
Le 30 juin 2019, il est échangé aux Blackhawks de Chicago avec un choix de 7e tour en 2021 en retour de choix de 2e et de 7e tours en 2020 et d'un choix de 3e tour en 2021.
Le 26 avril 2021, il annonce sa retraite après avoir marqué 247 points en 544 matchs dans la LNH.

## Statistiques
| Saison     | Équipe                | Ligue      |     | Saison régulière | Saison régulière | Saison régulière | Saison régulière | Saison régulière | Saison régulière |    | Séries éliminatoires | Séries éliminatoires | Séries éliminatoires | Séries éliminatoires | Séries éliminatoires | Séries éliminatoires |
| Saison     | Équipe                | Ligue      | PJ  | B                | A                | Pts              | Pun              | +/-              | PJ               | B  | A                    | Pts                  | Pun                  | +/-                  |                      |                      |
| 2008-2009  | IceDogs de Niagara    | LHO        | 56  | 8                | 9                | 17               | 97               | -4               | 12               | 2  | 1                    | 3                    | 22                   |                      |                      |                      |
| 2009-2010  | IceDogs de Niagara    | LHO        | 68  | 11               | 25               | 36               | 129              | -6               | 5                | 0  | 0                    | 0                    | 4                    |                      |                      |                      |
| 2010-2011  | Attack d'Owen Sound   | LHO        | 66  | 22               | 32               | 54               | 135              | +17              | 20               | 10 | 7                    | 17                   | 53                   |                      |                      |                      |
| 2011-2012  | IceHogs de Rockford   | LAH        | 38  | 12               | 11               | 23               | 99               | -2               | -                | -  | -                    | -                    | -                    | -                    |                      |                      |
| 2011-2012  | Blackhawks de Chicago | LNH        | 37  | 12               | 11               | 23               | 50               | -1               | 3                | 0  | 0                    | 0                    | 15                   | -1                   |                      |                      |
| 2012-2013  | IceHogs de Rockford   | LAH        | 28  | 8                | 6                | 14               | 84               | -2               | -                | -  | -                    | -                    | -                    | -                    |                      |                      |
| 2012-2013  | Blackhawks de Chicago | LNH        | 48  | 9                | 6                | 15               | 38               | +6               | 23               | 5  | 4                    | 9                    | 35                   | +2                   |                      |                      |
| 2013-2014  | Blackhawks de Chicago | LNH        | 80  | 20               | 19               | 39               | 76               | +12              | 12               | 2  | 6                    | 8                    | 12                   | +5                   |                      |                      |
| 2014-2015  | Blackhawks de Chicago | LNH        | 79  | 15               | 11               | 26               | 67               | -8               | 23               | 5  | 7                    | 12                   | 36                   | -4                   |                      |                      |
| 2015-2016  | Blackhawks de Chicago | LNH        | 78  | 14               | 20               | 34               | 69               | +11              | 6                | 4  | 2                    | 6                    | 18                   | -                    |                      |                      |
| 2016-2017  | Canadiens de Montréal | LNH        | 68  | 12               | 17               | 29               | 110              | +4               | 5                | 0  | 0                    | 0                    | 7                    | -2                   |                      |                      |
| 2017-2018  | Canadiens de Montréal | LNH        | 51  | 10               | 10               | 20               | 53               | -8               | -                | -  | -                    | -                    | -                    | -                    |                      |                      |
| 2018-2019  | Canadiens de Montréal | LNH        | 63  | 19               | 28               | 47               | 71               | +17              | -                | -  | -                    | -                    | -                    | -                    |                      |                      |
| 2019-2020  | Blackhawks de Chicago | LNH        | 26  | 3                | 7                | 10               | 33               | -4               | -                | -  | -                    | -                    | -                    | -                    |                      |                      |
| 2020-2021  | Blackhawks de Chicago | LNH        | 14  | 2                | 2                | 4                | 6                | -5               | -                | -  | -                    | -                    | -                    | -                    |                      |                      |
| Totaux LNH | Totaux LNH            | Totaux LNH | 544 | 116              | 131              | 247              | 573              | +24              | 72               | 16 | 19                   | 35                   | 123                  | 0                    |                      |                      |